# Anii 510 î.Hr.
Secole: Secolul al VII-lea î.Hr. - Secolul al VI-lea î.Hr. - Secolul al V-lea î.Hr.
Decenii: Anii 540 î.Hr. Anii 530 î.Hr. Anii 520 î.Hr. Anii 510 î.Hr. Anii 490 î.Hr. Anii 480 î.Hr. Anii 470 î.Hr.
Ani: 515 î.Hr. 514 î.Hr. 513 î.Hr. 512 î.Hr. 511 î.Hr. - 510 î.Hr. - 509 î.Hr. 508 î.Hr. 507 î.Hr. 506 î.Hr. 505 î.Hr.
Anii 510 î.Hr. - reprezintă perioada 519 î.Hr. - 510 î.Hr.

## Decenii
| Anii 590 î.Hr. | Anii 580 î.Hr. | Anii 570 î.Hr. | Anii 560 î.Hr. | Anii 550 î.Hr. | Anii 540 î.Hr. | Anii 530 î.Hr. | Anii 520 î.Hr. | Anii 510 î.Hr. | Anii 500 î.Hr. |